# Agathia jowettorum
Agathia jowettorum är en fjärilsart som beskrevs av Holloway 1977. Agathia jowettorum ingår i släktet Agathia och familjen mätare. Inga underarter finns listade i Catalogue of Life.